# Tara Lynn Foxx
Tara Lynn Foxx (San Francisco, 25 giugno 1990) è un'ex attrice pornografica statunitense.

## Biografia
Foxx iniziò la propria carriera all'età di diciotto anni, lavorando come modella webcam sul sito Flirt4Free.com con lo username "Annabelle Amore" ed entrò nell'industria del porno nel febbraio 2009. Nel novembre 2010, venne ingaggiata come ballerina in un club per gentiluomini. Nel giugno 2011 venne messa sotto contratto dalla OC Modeling e in seguito dalla LA Direct Models.
Foxx è nota per le sue apparizioni in video porno parodistici come nel film del 2010 She-Hulk XXX: An Axel Braun Parody, in cui appare al fianco dell'ex wrestler Joanie "Chyna" Laurer.

### Ritiro dalla pornografia
Nel giugno 2014, sul proprio blog annunciò il proprio ritiro dalle scene pornografiche dopo cinque anni di carriera.

### Dopo il ritiro
Nel settembre 2014, annunciò il suo ingresso nella scena culinaria, a cui partecipò con libri su cucina, fitness e sul mangiare sano. Per la sua nuova carriera ha aperto alcuni siti web col nome di Foxxy Chef.

## Vita privata
Prima dell'industria pornografica, Foxx era stata accettata per entrare in un college e di aver iniziato la carriera pornografica per racimolare denaro e pagarsi gli studi.

## Riconoscimenti
- AVN Awards
  - 2011 – Candidatura Best Double Penetration Sex Scene per Alone in the Dark 7 (con Jon Jon, Lee Bang & Julius Ceazher)[12]
  - 2011 – Candidatura Best New Starlet[12]
  - 2011 – Candidatura Best Supporting Actress per This Ain't Glee XXX[12]
  - 2011 – Candidatura Most Outrageous Sex Scene per Party of Feet 2 (con Amy Brooke, Andy San Dimas, Ann Marie Rios, Ashli Orion, Charley Chase, Kristina Rose, Monique Alexander, Sammie Rhodes, Sinn Sage & Belladonna)[12]
  - 2012 – Candidatura Best All-Girl Group Scene per Rezervoir Doggs: An Exquisite Films Parody (con Amber Rayne & Zoey Holloway)[13]
  - 2014 – Candidatura Best Actress per This Ain't Homeland XXX[14]
  - 2014 – Candidatura Best Oral Sex Scene per This Ain't Homeland XXX[14]
- XBIZ Awards
  - 2010 – Candidatura New Starlet of the Year[15]
  - 2012 – Candidatura Supporting Acting Performance of the Year – Female per Captain America XXX: An Extreme Comixxx Parody[16]
  - 2014 – Candidatura Best Actress—Parody Release per This Ain't Homeland XXX[17]
  - 2014 – Candidatura Best Scene – Parody Release per This Ain't Homeland XXX (con Richie Calhoun)[17]
- XRCO Awards
  - 2010 – Candidatura Cream Dream[18]
  - 2011 – Cream Dream[19]